# بوسوتا
بوسوتا (به صربی: Bosuta) یک منطقهٔ مسکونی در صربستان است که در آرانجلوواس واقع شده‌است. بوسوتا ۶۰۶ نفر جمعیت دارد.